# Рустамов Мірзакасим
Мірзакасим (Мірзокасим) Рустамов (1917, місто Ходжент, тепер місто Худжанд, Таджикистан — ?, Таджикистан) — радянський таджицький діяч, 1-й секретар Ленінабадського обласного комітету КП Таджикистану. Депутат Верховної ради Таджицької РСР. 

## Біографія
Народився в селянській родині.
У 1935—1938 роках — секретар правління колгоспу імені Фрунзе Ленінабадського району Таджицької РСР.
У 1938—1939 роках — відповідальний редактор Ленінабадської районной газеты «Бо рохи Ленин» Таджицької РСР.
Член ВКП(б) з 1939 року.
У 1939 році — 1-й секретар Ленінабадського районного комітету ЛКСМ Таджикистану.
З 1939 по 1943 рік служив у Червоній армії, учасник німецько-радянської війни.
У 1943—1944 роках — відповідальний секретар, у 1944—1946 роках — заступник голови виконавчого комітету Ленінабадської районної ради депутатів трудящих Ленінабадської області.
У 1946—1947 роках — інструктор промислово-транспортного відділу Ленінабадського обласного комітету КП(б) Таджикистану.
У 1947—1948 роках — заступник директора Ленінабадської машинно-тракторної станції (МТС) з політичної частини.
У 1948—1950 роках — 1-й секретар Аштського районного комітету КП(б) Таджикистану Ленінабадської області.
У 1950—1954 роках — голова виконавчого комітету Ленінабадської обласної ради депутатів трудящих Таджицької РСР.
У 1954—1955 роках — 1-й секретар Ленінабадського обласного комітету КП Таджикистану.
У 1955—1958 роках — слухач Вищої партійної школи при ЦК КПРС у Москві.
У 1958—1960 роках — 1-й секретар Ленінабадського районного комітету КП Таджикистану.
У 1960—1963 роках — 1-й секретар Ходжентського районного комітету КП Таджикистану.
У 1963—1966 роках — голова виконавчого комітету Кайраккумської міської ради депутатів трудящих Таджицької РСР.
У 1966—1983 роках — 1-й секретар Ура-Тюбинського міського комітету КП Таджикистану Ленінабадської області.
З 1983 року — на пенсії.

## Нагороди
- два ордени Леніна
- орден Жовтневої Революції
- орден Вітчизняної війни І ст. (23.12.1985)
- орден Вітчизняної війни ІІ ст.
- два ордени Трудового Червоного Прапора
- орден «Знак Пошани»
- дев'ять медалей